# Meike Dinger
Meike Dinger (* 18. Juli 1987) ist eine deutsche Fußballspielerin.

## Karriere

### Vereine
Die 169 cm große Mittelfeldspielerin Dinger spielte in der Saison  2007/08 für den 1. FC Saarbrücken in der Bundesliga; in dieser wurde sie vom ersten bis neunten Spieltag eingesetzt. Sie debütierte am 19. August 2007 (1. Spieltag) beim 1:1-Remis im Auswärtsspiel gegen den SC Freiburg.
Danach war sie drei Saisons lang für den Homburger Stadtteilverein FSV Jägersburg aktiv. Zunächst in der 2. Bundesliga Süd, danach – abstiegsbedingt – in der Regionalliga Südwest.
Im weiteren Verlauf ihrer Karriere gehörte sie dem SV Furpach, einem Stadtteilverein von Neunkirchen (Saar) an, für den sie von 2011 bis 2013 28 Punktspiele in der drittklassigen Regionalliga Südwest bestritt und 14 Tore erzielte. Die letzte Saison für den Verein spielte sie aufgrund des Abstieges in die Verbandsliga Saarland in dieser.
In dieser Spielklasse bestritt sie in der Saison 2014/15 auch für ihren neuen Verein, den 1. FC Riegelsberg, Punktspiele, mit denen sie am Saisonende zum Aufstieg in die Regionalliga Südwest beitrug. Danach wechselte sie zur zweiten Mannschaft des 1. FC Riegelsberg.

### Nationalmannschaft
Als Nationalspielerin debütierte sie am 16. April 2002 für die U17-Nationalmannschaft, die das Testspiel gegen die Auswahl Dänemarks mit 1:1 beendete. Für die U23-Nationalmannschaft bestritt sie im Jahr 2007 vier Länderspiele, für die sie am 22. Juli beim 6:0-Sieg im Testspiel gegen die Auswahl Finnlands mit dem Treffer zum Endstand in der 89. Minute, ihr einziges Länderspieltor erzielte.

## Erfolge
- Aufstieg in die Regionalliga Südwest 2015